# Finn-Olletärnarna N
Finn-Olletärnarna N är en sjö i Laxå kommun i Västergötland och ingår i Motala ströms huvudavrinningsområde.